# Banco BMG
Pour les articles homonymes, voir BMG.
Banco BMG SA est une banque multiple brésilienne basée à Belo Horizonte, comprenant les entreprises dans son conglomérat : Banco Cifra S.A>, BCV - Banco de crédito e varejo S.A., BMG Leasing S.A. - Leasing Mercantil et Cifra S.A. Credit, financement et investissement.

## Histoire

### Fondation au Brésil
En 1906, le colonel Benjamim Guimarães créé une industrie textile appelée Ferreira Guimarães, à Belo Horizonte, ce qui marque le début du groupe BMG,,.
Après les investissements de sa famille dans divers secteurs tels que l'industrie textile, l'immobilier, l'agro-industrie et les services, M. Antônio Mourão Guimarães, fils de Benjamim, fonda en 1930, à Belo Horizonte, la Banco Crédito Predial SA de Minas Gerais SA et plus tard la Banco BMG,,,
Dans les années 1980, Banco BMG était le chef de file du financement des véhicules légers et lourds. Jusqu'au milieu des années 1990, Banco BMG se concentrait sur le financement dans les secteurs du commerce de gros et de détail,,,.
En 1998, la banque BMG a lancé les crédits d´avances sur salaire, la première banque au Brésil à utiliser ce produit. Les activités de la banque BMG ont alors commencé à se concentrer sur ce marché.
En 2005, Banco BMG a été la première banque à émettre une carte de crédit associé avec un crédit d´avance sur salaire,.
Les prêts sur salaire représentaient 90 % de l'actif de Banco BMG en 2010. Sur le total au Brésil de ces activités, Banco BMG était responsable de 20%, étant le leader dans ce secteur,.
En 2010, BMG disposait de 12 succursales et fonctionnait selon un modèle de partenariat avec 1 044 banques correspondantes subdivisées en 3 098 points de vente et avec plus de 30 000 agents au Brésil. Banco BMG était ainsi présente dans plus de 5 000 municipalités brésiliennes.
Cristina Ávila a lancé en 2011 le livre Banco BMG 80 - Une histoire à succès, qui retrace les 120 pages de l'histoire de BMG et contient des données sur le contexte économique ayant abouti à l'émergence de la Banque et au profil entrepreneurial de ses fondateurs. Le livre raconte également l'évolution des relations humaines avec l'argent, depuis les premières relations commerciales,,.

### BMG Money - Implantation aux États-Unis
Depuis 2009, les actionnaires de BMG Bank détiennent 90% d'une société de crédit à la consommation détentrice d'une licence, avec un bureau basé en Floride, aux États-Unis, appelé BMG Money, qui se concentre sur le crédit déductible du salaire des employés des secteurs public et privé.

## Sponsoring sportif
La BMG Bank a parrainé plusieurs entités sportives dans le pays, ayant été le plus grand sponsor du football et titulaire de droits sur les athlètes au Brésil. En 2011, Banco BMG a investi 60 millions de réaux dans le parrainage de 39 clubs de football au Brésil,. En 2016, la banque a signé le parrainage du musée du club de football de Porto, ouvert en 2013,.
BMG a sponsorisé Vasco avec la marque help! boutique de crédit. En 2018, le club a payé deux jeux en tant que sponsor principal,.
Le pilote Sérgio Sette Câmara est sponsorisé par Banco BMG en 2018 avec d´autres sociétés,.
BMG est l'actuel[évasif] sponsor principal de Corinthians et Atlético-MG.

## Implication dans le scandale dumensalão
En septembre 2012, quatre directeurs de banque BMG ont été mis en accusation par le bureau du procureur général du Brésil. Le ministère public fédéral a affirmé que la banque avait libéré de l'argent par le biais de prêts cachés au PT, entre autres. À l'époque, la banque n'a finalement pas été saisie par le jugement du STF, car il a été décidé que les relations entre la banque et le gouvernement devraient être mieux examinées.